# 加茂観光バス

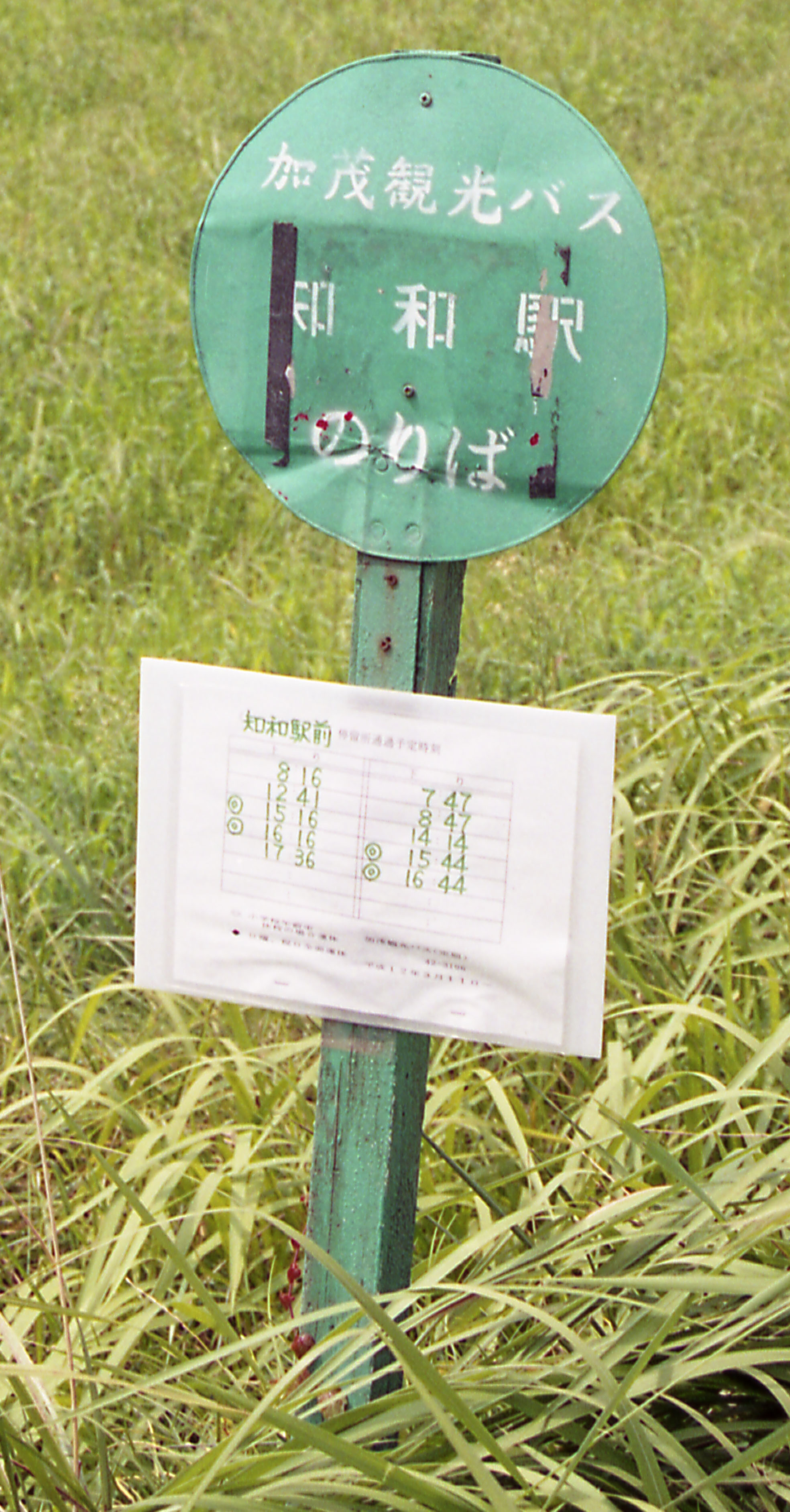
路線バスのバス停

加茂観光バス有限会社（かもかんこうバス）は、岡山県津山市に本社を置く貸切バス事業者で、津山市加茂地域の中鉄バス廃止代替路線を運行している。

## 沿革
- 2010年4月1日 - 倉見線の倉見 - ほこの原間をデマンド化[1]。
- 2010年10月1日 - 物見線の河井駅 - 物見奥間をデマンド化[1]。
- 2011年4月1日 - 倉見線の倉見 - ほこの原間を廃止[2][3]。
- 2024年3月1日 - 津山市AIデマンド交通「のるイコつやま」（加茂地域）の運行受託を開始[4]。

## 路線バス
（停留所名）は一部の便のみ停車。
行重・下津川線
- 下津川 - 正念寺 - 加茂駅 - 加茂小学校 - 加茂支所前 - Ｂ&Ｇ - 楢井前 - 大橋

黒木・宇野線
- （加茂小学校） - 加茂支所前 - めぐみ荘 - ライスセンター - （宇野 - 原口上） - 戸賀 - ほこの原

物見・青柳線
- （加茂駅 - 加茂小学校） - 加茂支所前 - （青柳） - 知和駅前 - 河井橋 - 物見

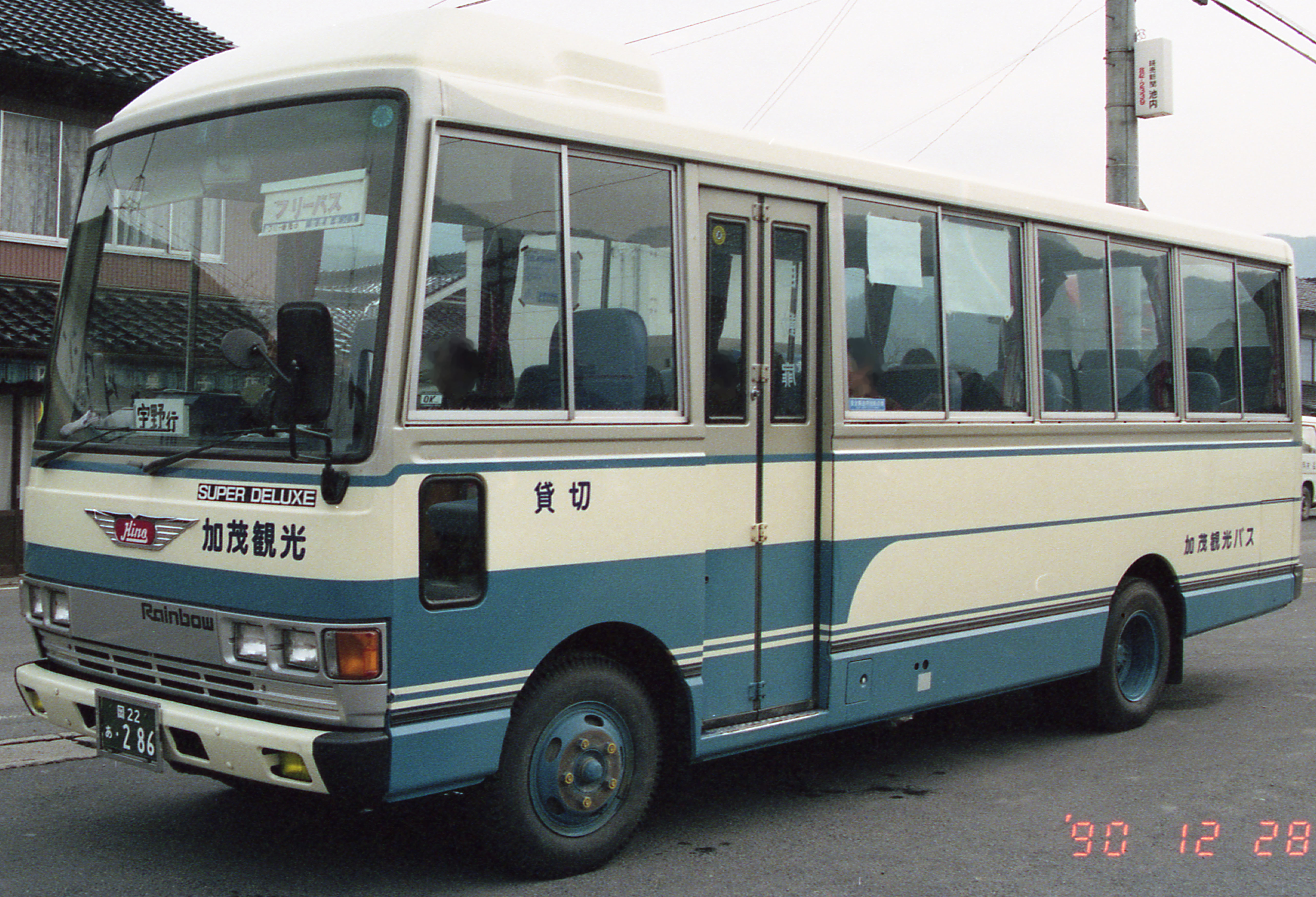
路線バスの車両（1990年当時）
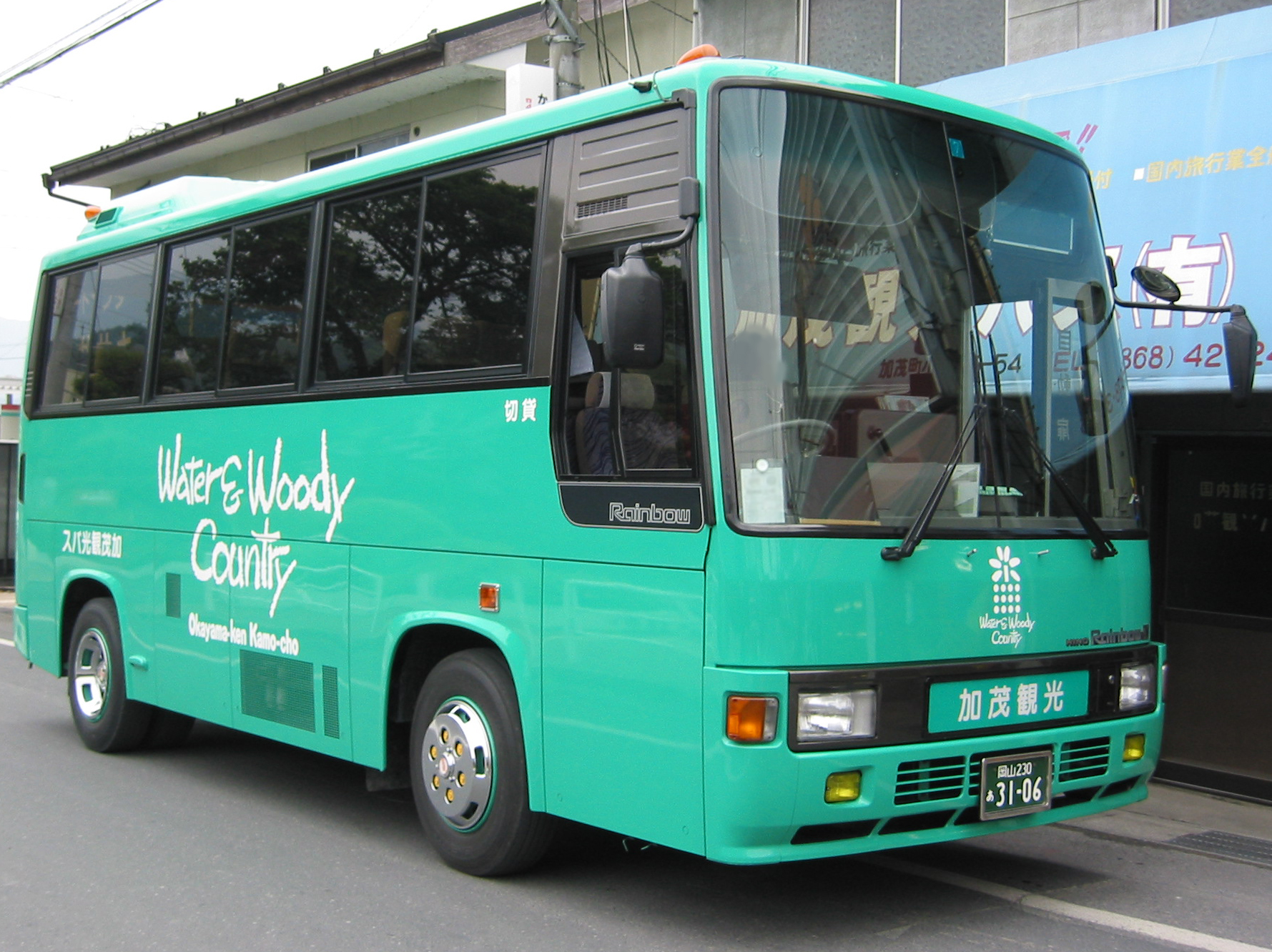
路線バスの車両（2003年当時）